# روجر بي. بورتر
روجر بي. بورتر (بالإنجليزية: Roger B. Porter)‏ هو لاعب كرة مضرب أمريكي، ولد في 19 يونيو 1946 في بروفو في الولايات المتحدة.

## وصلات خارجية
- روجر بي. بورتر على موقع إن إن دي بي (الإنجليزية)